# Herbert Lumsden
Herbert Lumsden (8 april 1897 – 6 januari 1945) was een Britse generaal tijdens de Tweede Wereldoorlog. 

## Biografie
Lumsden studeerde aan Eton College en de   Royal Military Academy, Woolwich. Hij werd op 13 augustus 1916 toegevoegd aan de Royal Horse Artillery. Op 26 juli 1918 ontving Lumsden de Military Cross.
Lumsden bleef tot juni 1925 bij de Royal Artillery en werd daarna overgeplaatst naar de 12e Royal Lancers (Prince of Wales), een cavalerieregiment. In augustus 1925 werd hij bevorderd tot kapitein. In 1929 ging hij studeren aan het Staff College in Camberley. Hij bekleedde daarna diverse staffuncties en werd in 1938 benoemd tot bevelhebber van de 12e Royal Lancers. In 1931 werd hij bevorderd tot majoor.
Lumsden maakte met zijn eenheid deel uit van het Britse Expeditieleger en was betrokken bij de Evacuatie uit Duinkerke. Terug in Groot-Brittannië kreeg hij het bevel over een tankbrigade en werd later benoemd tot bevelhebber van de 6e Pantserdivisie.
Op 5 november 1941 kreeg Lumsden het bevel over de 1e Pantserdivisie. In die hoedanigheid was hij betrokken bij de strijd in Noord-Afrika. In 1942 raakte hij twee keer gewond. Hij werd benoemd tot bevelhebber van het 10e Legerkorps, maar speelde nauwelijks een rol tijdens de Tweede Slag bij El Alamein. In januari 1943 werd hij ontslagen als bevelhebber van het 10e Legerkorps. 
Na zijn terug in Groot-Brittannië kreeg Lumsden het bevel over het 8e Legerkorps. Eind 1943 werd Lumsden benoemd tot Brits verbindingsofficier bij de Amerikaanse generaal Douglas MacArthur. Lumsden kwam op 6 januari 1945 om het leven door een Japanse kamikaze-actie, terwijl hij op de brug van de USS New Mexico de bombardementen in de Golf van Lingayen aan het observeren was.    

## Militaire loopbaan
- Second Lieutenant (probationary): 13 augustus 1915[1]
- Second Lieutenant: 23 november 1916[1]
  - Anciënniteit: 13 mei 1916[1]
- Lieutenant: 13 november 1917[1]
- Captain: 10 augustus 1925[1]
- Major: 6 september 1931[1]
- Titulair Lieutenant-Colonel: 1 januari 1936[1]
- Lieutenant-Colonel: 29 juli 1938[1]
- Waarnemend Brigadier:[1]
- Colonel: 1 augustus 1940[1]
  - Anciënniteit: 1 januari 1939[1]
- Tijdelijk Brigadier:[1]
- Waarnemend Major-General: 15 oktober 1941 - 4 oktober 1942[1]
- Tijdelijk Major-General: 5 oktober 1942[1]
  - 15 januari 1943 - 25 september 1943[1]
- Major-General: 26 september 1943[1]
- Major-General: 17 mei 1944[1]
  - Anciënniteit: 23 december 1943[1]
- Waarnemend Lieutenant-General: 21 augustus 1942[1]
  - 15 januari 1943 - 25 september 1943[1]
- Tijdelijk Lieutenant-General: 26 september 1943 - ( april 1944)[1]

## Decoraties
- Lid in de Orde van het Bad op 1 januari 1945
- Orde van Voorname Dienst op 5 juli 1940
  - Gesp op 13 augustus 1942
- Military Cross op 26 juli 1918